# New York/New Jersey Knights
I New York/New Jersey Knights sono stati una squadra di football americano, di East Rutherford, negli Stati Uniti d'America.

## Storia
La squadra è stata fondata nel 1991 e ha chiuso al termine della stagione successiva; non ha mai disputato un World Bowl.